# Uryzmæg
Nella mitologia osseta, Uryzmæg è un personaggio mitico, figlio di Æhsærtæg e Dzerassæ.

## La nascita di Uryzmæg e Hæmyts
Æhsærtæg, sceso sul fondo del mare per seguire la colomba che rubava le mele magiche dal giardino dei Narti, scoprì che si trattava di Dzerassæ, la guarì e la sposò, lasciandola successivamente incinta. L'eroe poi per un tragico equivoco si uccise dopo aver ucciso il fratello. La moglie tornò alla casa del padre vivendovi come ragazza non maritata.
Quando la sua gravidanza fu palese, la madre le consigliò di andare ad abitare sulla collina dei Narti, lei obbedì all'ordine della madre, giunta al villaggio si comportò come erano solite fare le nuore nei confronti dei suoceri, scatenando la curiosità dei villani. Le nuore andarono ad informarsi ma lei non rivelò la sua identità così come non la rivelò alle anziane del villaggio perché esse parlavano tutte assieme. Dzerassae prese da parte una delle anziane e le rivelò la propria identità facendosi condurre alla base della torre di Aesaertaeg. Dopo aver rifiutato di salire al piano alto, nella stalla della torre mise al mondo due figli che vennero chiamati Uryzmæg e Hæmyts.

## La morte della madre e la nascita di Satana
I due gemelli crebbero forti e irruenti. A seguito di una rivelazione della figlia di K'ulbadæg, Uryzmæg e Hæmyts impararono che un loro avo era ancora vivo, partiti alla ricerca lo trovarono e furono riconosciuti, il vecchio Uærhæg fu come ringiovanito dall'incontro. I due fratelli andarono in seguito a prendere la madre, ritornata nella dimora di Donbattyr, la donna incontrò il suocero che la prese in moglie e con lei visse molti anni. L'anno dopo la figlia di Donbettyr si ammalò e fu sepolta non prima di aver chiesto che la vegliassero per le prime tre notti dopo la morte.
Dzerassæ venne seppellita, Uryzmæg andò a vegliarla le prime due notti, la terza Haemyts chiese di poter vegliare la madre ma il fratello rifiutà e Hæmyts si offese ma andò a montare guardia ugualmente alla tomba. Rimasto lì per un certo tempo, fu attirato da un banchetto che si svolgeva per delle nozze, se ne andò lasciando la tomba apparentemente incustodita, ma all'interno già si trovava il fratello. Quest'ultimo colpì con la sua frusta di feltro la madre che resuscitò più bella di prima, al secondo colpo di frusta tornò nel regno dei morti. Un anno dopo Syrdon, passando davanti alla tomba, sentì il pianto di un neonato, corso al villaggio, avvisò i Narti che andarono ad aprire la tomba da cui uscì la bambina chiamata Satana.

## La morte di Elda
Uryzmæg, giunto in età da matrimonio, sposò Elda degli Alægatæ, mentre Satana, al momento di sposarsi, rifletté tra le persone del villaggio e giunse alla conclusione che lo stesso Uryzmæg era il più valoroso, la ragazza mise a conoscenza Uryzmæg che ne fu sdegnato ed il discorso cadde nel nulla.
Un certo periodo dopo Uryzmæg partì per una spedizione lunga un anno, ordinando alla moglie di preparare un banchetto per il suo ritorno. All'avvicinarsi dell'anno Elda iniziò a preparare una bevanda di nome rong, ma questa non fermentò per una stregoneria di Satana, che si offrì successivamente di far fermentare la bevanda se Elda le avesse prestato le vesti e lo scialle. La sera dopo il banchetto Satana entrò nella stanza del padre così vestita e con una stregoneria ve lo tenne per lungo tempo, tanto che Elda, disperata, morì di crepacuore.

## La sepoltura di Elda e l'unione tra Uryzmæg e Satana
Terminata la stregoneria nella camera da letto, Uryzmæg si accorse di aver giaciuto con Satana e che la moglie era morta di crepacuore. Afflitto si domandò come avrebbero preso la faccenda gli altri Narti. La figlia gli propose di andare tra gli abitanti del villaggio per tre volte montando l'asino a rovescio: la prima volta i Narti risero, la seconda volta vi furono risa ma anche afflizione per il comportamento del più valoroso tra i Narti, la terza nessuno rise ma si chiese se non ci fosse un motivo per farlo.
Così istruito da questa lezione, Uryzmæg capì che il popolo si sarebbe presto dimenticato del suo convivere con Satana: la prima volta che i due furono visti assieme, vennero scherniti, la seconda alcuni ridevano ancora, la terza volta non rise nessuno ed i due furono legittimati a continuare la loro unione.

## Il figlio senza nome
A seguito di una cattiva annata si era spento il valore dei giovani narti aq causa della debolezza, tanto da far adirare Uryzmæg, ma la moglie Satana disse al marito di invitare i narti a banchettare presso la loro dimora in cui il cibo non macava, il banchetto durò una settimana ma ad un certo punto si spense il fuoco e Uryzmæg prese per la legnaia. Nel percorso fu rapito dall'aquila nera della montagna che lo depositò in uno scoglio in mezzo al mare sul cui fondo dietro a una porta dimoravano tre fanciulle e una vecchia, ovvero la casa dei Donbettyrtæ. Uryzmæg raccontò la sua vicenda alla vecchia e venne ospitato per il pranzo, ma durante i preparativi sventuratamente l'eroe uccise un bambino e decise di non restare, tornando sullo scoglio dove l'aquila ritornò a prenderlo ed a riporlo nella legnaia. 
Uryzmæg come niente fosse tornò alla tavola imbandita e narrò la sua vicenda appena successa, Satana udendola si strappò i capelli di dolore perché il bambino trafitto era suo figlio, affidato ai Donbettyrtæ. Questi ultimi seppellirono il bambino che una volta giunto nel paese dei morti parlò con il suo re Barastyr lamentandosi del padre che lo aveva dimenticato. Barastyr promise di porre rimedio alla questione permettendo al ragazzo di tornare nel mondo dei vivi, questi giunse presso i narti ed incontrò Satana a cui disse che attendeva Uryzmæg sulla collina per una spedizione guerresca. L'eroe decide di partire, nonostante Satana cerchi con artifici magici di allontanare il ragazzo dal suo sposo.
I due decisero di recarsi nel ricco paese di Terk-Turk, lì fecero razzia ed al ritorno il figlio si fece conoscere finalmente dal padre e gli consegnò un bue bianco chiedendo di fare l'offerta annuale anche a lui, sebbene non avesse un nome e lui non l'avvesse mai conosciuto come proprio figlio. All'atto di separarsi il ragazzo riprese la via del Regno dei Morti, mentre Uryzmæg giunto a casa raccontò la vicenda a Satana che corse appresso al figlio e prima che egli varcasse la porta del regno terreno ne intravide la veste e le fattezze, lanciandogli un anello che si infilò da solo al dito del ragazzo.

## L'ultimo bottino
La vecchiaia di Uryzmæg rese l'eroe triste, tanto che ad un certo punto si recò alla piazza del villaggio e chiese pubblicamente, per due giorni di seguito, che fosse costruita una cassa per contenerlo e che una volta entratovi, questa fosse gettata in mare. I giovani seppur riluttanti diedero corso al volere e Uryzmæg fu lasciato in mare con viveri per una settimana, la cassa navigò sino alla foce di un fiume dove si abbeveravano i cavalli del Signore di Sadendjyz. Qui i servitori del signore tirarono a riva la cassa e vi trovarono l'eroe addormentto, lo interrogarono su chi fosse e da dove venisse, quando impararono la sua identità lo portarono in catene a una torre, perché il Signore di Sadendjyz era un suo nemico che da anni ambiva a catturarlo.
Dopo un lungo tempo di prigionia Uryzmæg fu condotto davanti al Signore che chiese quale riscatto era disposto a pagare per la liberazione, l'eroe disse che il popolo narte avrebbe pagato un grande riscatto per riaverlo, composto da buoi a un corno, buoi a due corna, a tre, a quattro e a cinque, e il Signore di Sadendjyz mandò un'ambasceria al villaggio, composta da un uomo nero e un uomo biondo. Al villaggio ci fu molta apprensione perché nessuno aveva mai sentito parlare di buoi a tre, quattro e cinque corna. Ma Satana lesse il messaggio in codice dei buoi come l'invio di un grande esercito per razziare il paese di Sadendjyz. 
Uryzmæg contò approssimativamente il tempo che ci sarebbe voluto per far arrivare l'esercito, poi parlò al Signore di Sadendjyz invitandolo a mandare i propri uomini disarmati incontro al fantomatico riscatto, onde non spaventare gli animali. Quando gli uomini disarmati arrivarono appresso all'esercito furono massacrati, ed Uryzmæg lanciò giù dalla torre il Signore di Sadendjyz, accogliendo poi il suo esercito e tornando con lui al villaggio.